# El Falso
El Falso är en ort i Mexiko.   Den ligger i kommunen San Felipe och delstaten Guanajuato, i den centrala delen av landet, 300 km nordväst om huvudstaden Mexico City. El Falso ligger 2 192 meter över havet och antalet invånare är 137.
Terrängen runt El Falso är en högslätt. Runt El Falso är det ganska glesbefolkat, med 31 invånare per kvadratkilometer. Närmaste större samhälle är Ocampo, 11,1 km sydväst om El Falso. Omgivningarna runt El Falso är i huvudsak ett öppet busklandskap.